# Moussa Diaby
Moussa Diaby (París, 7 de julio de 1999) es un futbolista francés que juega de delantero en el Al-Ittihad Club de la Liga Profesional Saudí.

## Trayectoria

### Préstamo al Crotone
Llegó en calidad de préstamo al F. C. Crotone, desde el club que lo formó, el Paris Saint-Germain. Debutó profesionalmente el 14 de abril de 2018 ante el Genoa C. F. C. en la Serie A, cuando entró en el minuto 84 por Marcello Trotta en la derrota 1-0 de visita. Posteriormente jugó otro partido ante la Juventus de Turín.

### Paris Saint Germain F. C.
En su regreso al PSG, debutó con el club de París el 14 de septiembre de 2018 en la victoria por 4-0 sobre el A. S. Saint-Étienne.

### Bayer Leverkusen y Aston Villa
En junio de 2019 fue traspasado al Bayer 04 Leverkusen, equipo con el que firmó un contrato por cinco temporadas. Estuvo cuatro y en total disputó 173 partidos en los que anotó 49 goles y dio 48 asistencias.
El 22 de julio de 2023 se hizo oficial su fichaje por el Aston Villa F. C. por una cantidad no revelada. Debutó en partido oficial el siguiente 12 de agosto en una derrota ante el Newcastle United F. C. en la que marcó el único gol del equipo. Consiguió otros nueve tantos en los 54 partidos que disputó durante el primer año, el único que estuvo en el club, ya que en julio de 2024 fue traspasado al Al-Ittihad Club.

## Selección nacional
Representó a Francia a nivel internacional en categorías inferiores. El 1 de septiembre de 2021 debutó con la selección absoluta en un encuentro de clasificación para el Mundial 2022 ante Bosnia y Herzegovina después de reemplazar a Kylian Mbappé en el tramo final de un partido que finalizó en empate a uno.

## Vida personal
Nació en Francia y es de origen maliense.

## Estadísticas

### Clubes
Actualizado al último partido disputado el 19 de agosto de 2025.
| Club                              | Div.          | Temporada     | Liga  | Liga  | Copas nacionales | Copas nacionales | Copas internacionales | Copas internacionales | Total | Total |
| Club                              | Div.          | Temporada     | Part. | Goles | Part.            | Goles            | Part.                 | Goles                 | Part. | Goles |
| --------------------------------- | ------------- | ------------- | ----- | ----- | ---------------- | ---------------- | --------------------- | --------------------- | ----- | ----- |
| F. C. Crotone · Italia            | 1.ª           | 2017-18       | 2     | 0     | 0                | 0                | —                     | —                     | 2     | 0     |
| F. C. Crotone · Italia            | Total club    | Total club    | 2     | 0     | 0                | 0                | —                     | —                     | 2     | 0     |
| París Saint-Germain F. C. Francia | 1.ª           | 2018-19       | 25    | 2     | 8                | 2                | 1                     | 0                     | 34    | 4     |
| París Saint-Germain F. C. Francia | Total club    | Total club    | 25    | 2     | 8                | 2                | 1                     | 0                     | 34    | 4     |
| Bayer 04 Leverkusen · Alemania    | 1.ª           | 2019-20       | 28    | 5     | 5                | 2                | 6                     | 1                     | 39    | 8     |
| Bayer 04 Leverkusen · Alemania    | 1.ª           | 2020-21       | 32    | 4     | 3                | 2                | 8                     | 4                     | 43    | 10    |
| Bayer 04 Leverkusen · Alemania    | 1.ª           | 2021-22       | 32    | 13    | 2                | 0                | 8                     | 4                     | 42    | 17    |
| Bayer 04 Leverkusen · Alemania    | 1.ª           | 2022-23       | 33    | 9     | 1                | 0                | 14                    | 5                     | 48    | 14    |
| Bayer 04 Leverkusen · Alemania    | Total club    | Total club    | 125   | 31    | 11               | 4                | 36                    | 14                    | 172   | 49    |
| Aston Villa F. C. Inglaterra      | 1.ª           | 2023-24       | 38    | 6     | 4                | 1                | 12                    | 3                     | 54    | 10    |
| Aston Villa F. C. Inglaterra      | Total club    | Total club    | 38    | 6     | 4                | 1                | 12                    | 3                     | 54    | 10    |
| Al-Ittihad Club Arabia Saudita    | 1.ª           | 2024-25       | 24    | 5     | 4                | 0                | ―                     | ―                     | 28    | 5     |
| Al-Ittihad Club Arabia Saudita    | 1.ª           | 2025-26       | 0     | 0     | 1                | 0                | 0                     | 0                     | 1     | 0     |
| Al-Ittihad Club Arabia Saudita    | Total club    | Total club    | 24    | 5     | 5                | 0                | 0                     | 0                     | 29    | 5     |
| Total carrera                     | Total carrera | Total carrera | 214   | 44    | 28               | 7                | 49                    | 17                    | 291   | 68    |
| 1. 2.                             |               |               |       |       |                  |                  |                       |                       |       |       |

### Selección nacional
| Selección        | Años          | Encuentros | Encuentros |
| Selección        | Años          | Part.      | Goles      |
| ---------------- | ------------- | ---------- | ---------- |
| Sub-18 Francia   | 2016-17       | 11         | 2          |
| Sub-18 Francia   | Total         | 11         | 2          |
| Sub-19 Francia   | 2017-18       | 16         | 5          |
| Sub-19 Francia   | Total         | 16         | 5          |
| Sub-20 Francia   | 2018-19       | 10         | 7          |
| Sub-20 Francia   | Total         | 10         | 7          |
| Sub-21 Francia   | 2019-21       | 12         | 0          |
| Sub-21 Francia   | Total         | 12         | 0          |
| Absoluta Francia | 2021-         | 11         | 0          |
| Absoluta Francia | Total         | 11         | 0          |
| Total carrera    | Total carrera | 60         | 14         |

## Palmarés

### Títulos nacionales
| Título                    | Club                      | País           | Año     |
| ------------------------- | ------------------------- | -------------- | ------- |
| Supercopa de Francia      | Paris Saint-Germain F. C. | Francia        | 2018    |
| Ligue 1                   | Paris Saint-Germain F. C. | Francia        | 2018-19 |
| Liga Profesional Saudí    | Al-Ittihad Club           | Arabia Saudita | 2024-25 |
| Copa del Rey de Campeones | Al-Ittihad Club           | Arabia Saudita | 2024-25 |

### Títulos internacionales
| Título                      | Club (*) | Sede   | Año  |
| --------------------------- | -------- | ------ | ---- |
| Liga de Naciones de la UEFA | Francia  | Italia | 2021 |

(*) Incluyendo la selección.